# Biały Dunajec (wieś)

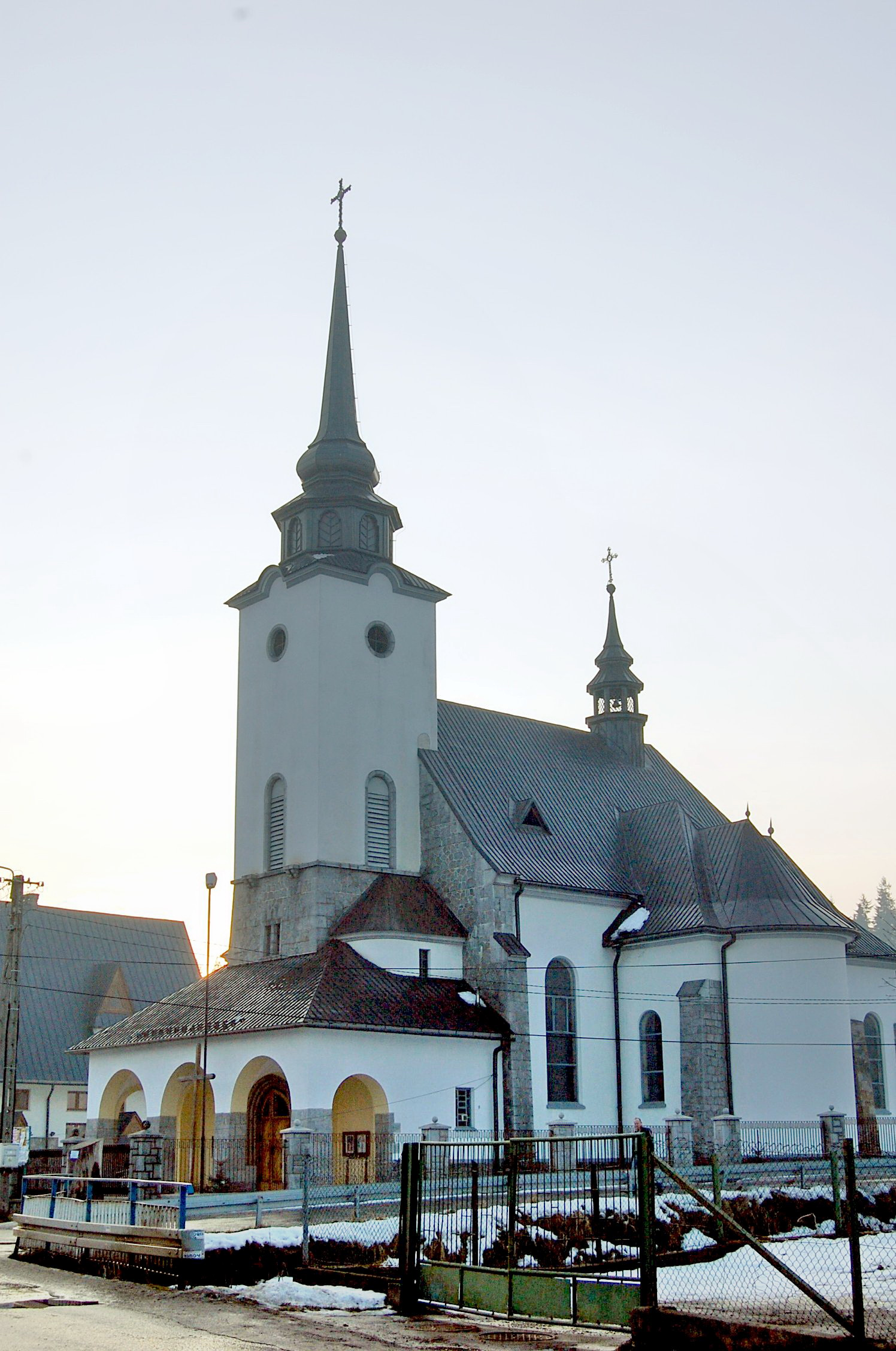
Kościół w Białym Dunajcu

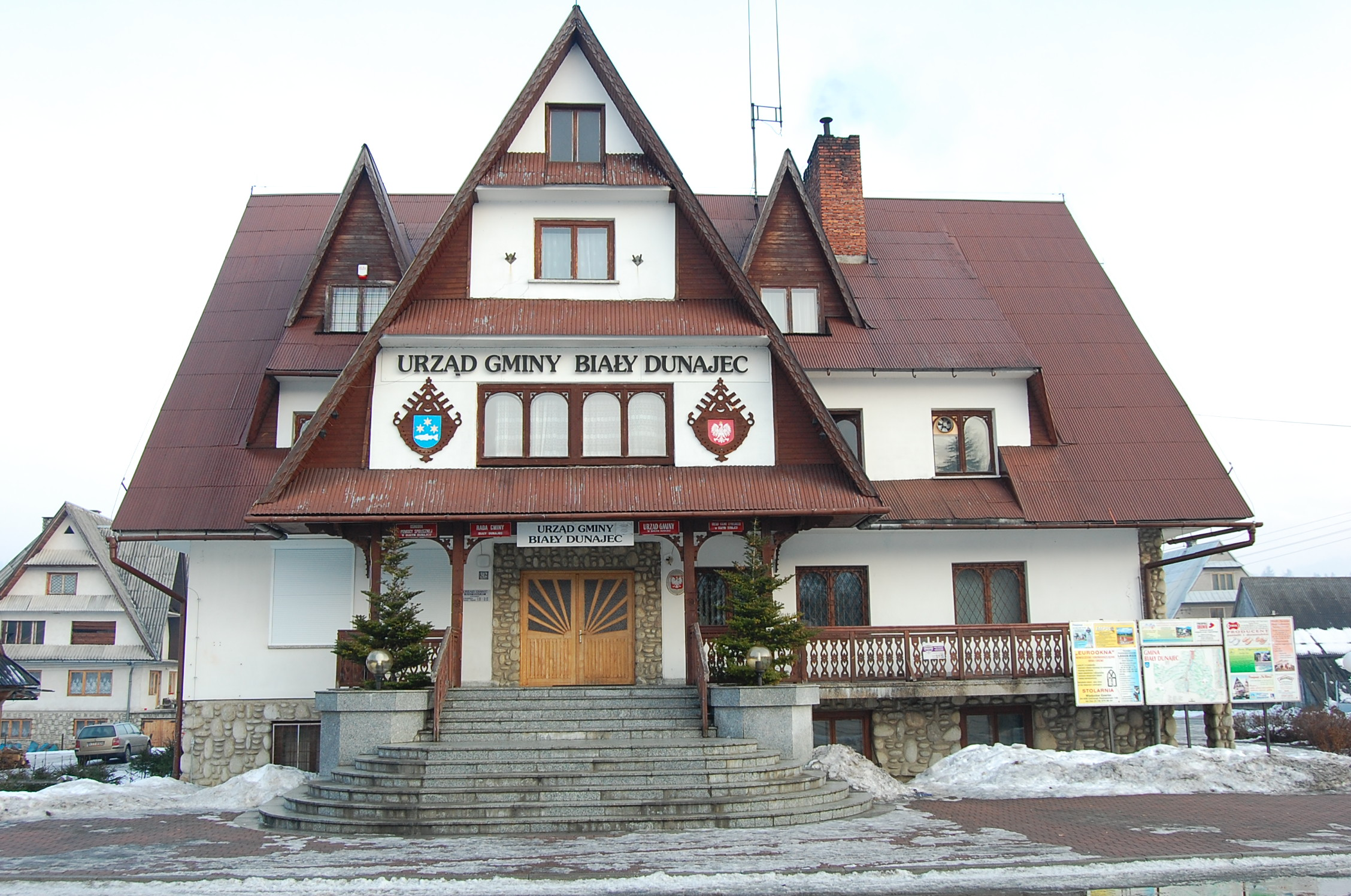
Budynek Urzędu gminy

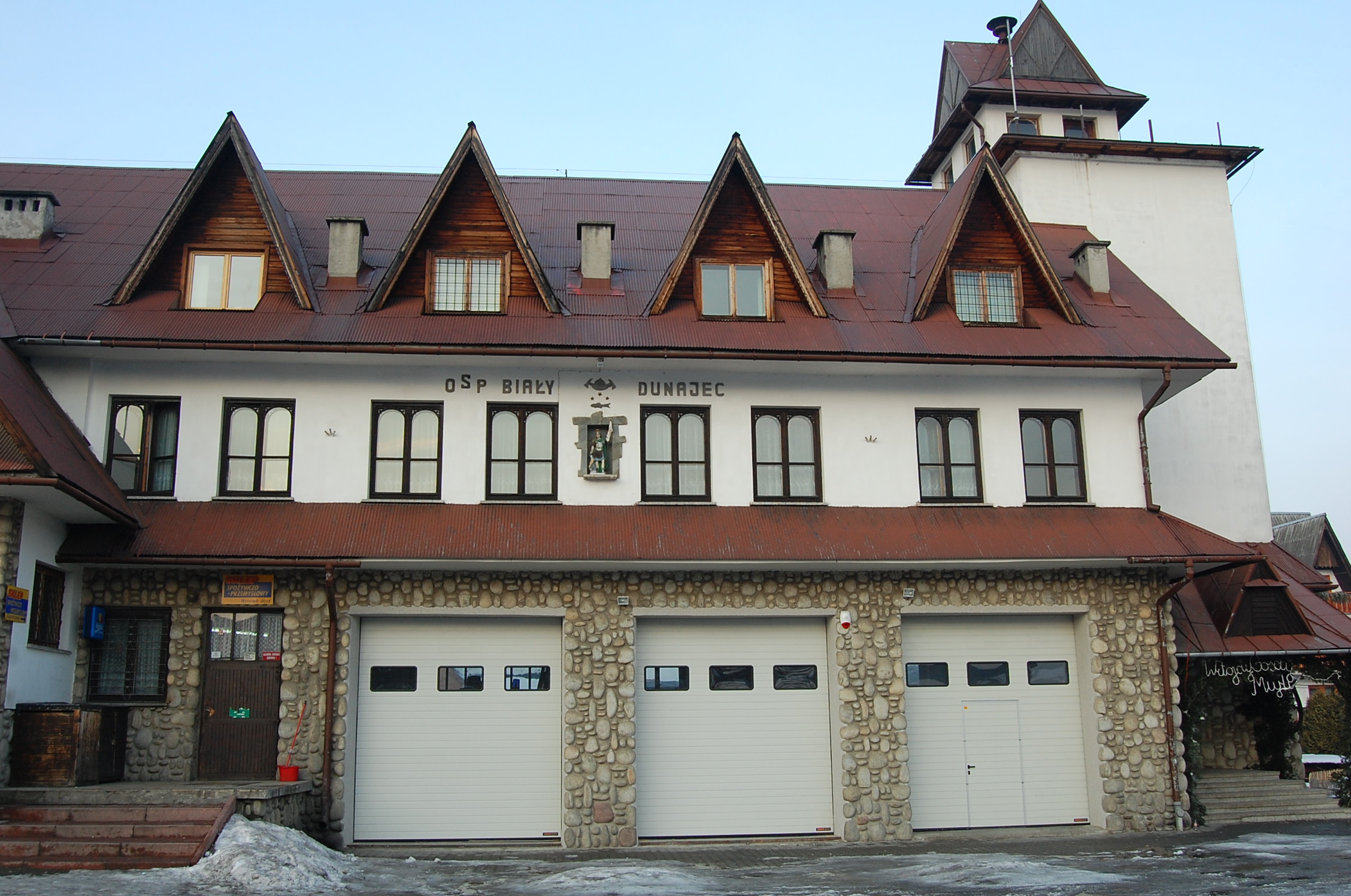
Budynek OSP Biały Dunajec

Biały Dunajec – wieś podhalańska w Polsce położona w województwie małopolskim, w powiecie tatrzańskim, na wysokości 660–950 m n.p.m., siedziba gminy Biały Dunajec.
Biały Dunajec składa się z następujących ulic: Jana Pawła II, Krajowe, Gliczarowska, Za Torem, Kościuszki, Witosa, Miłośników Podhala, gen. Galicy, Piłsudskiego, Batorego, Skupniowej. Najniżej położona, najstarsza część wsi nosi do dzisiaj historyczną nazwę „Sołtystwo”, natomiast wierchowe części Białego Dunajca to: Tatary, Dańkowe, Gile i Stołowe.
Przez Biały Dunajec przepływa górska rzeka o tej samej nazwie. Przez miejscowość przechodzi też łącząca Kraków z Zakopanem droga krajowa nr 47, będąca częścią Zakopianki.
Wieś królewska, położona w drugiej połowie XVI wieku w powiecie sądeckim województwa krakowskiego, należała do tenuty nowotarskiej. W latach 1975–1998 miejscowość administracyjnie należała do województwa nowosądeckiego.

## Części wsi
Integralne części wsi Biały Dunajec
przysiółkiGile, Kuny, Leszczyny. Stołowe, Tatary
części wsiBłękowie, Capace, Czachrowie, Dańkowe, Dzierżęgi, Floryny, Ganderowie, Janowie, Jurasy, Koślówka, Króle, Kubancy, Kubusie, Lichaje, Maciaty, Michaliczki, Pańszczyki, Parowie, Sołtystwo, Stachowcy, Stos, Strachoty, Szyposie, Śliwy, Świdry, Wojtanki, Zoniowie

## Historia
Najdawniejsza historyczna wzmianka o Białym Dunajcu pochodzi z 1564 r., kiedy to lustratorzy dóbr królewskich wymienili tę osadę jako nową, w której było sześciu kmieci. Akt lokacyjny Białego Dunajca został wystawiony 15 lat później – 23 lutego 1579 r. Wieś powstała na gruntach starszej jednostki osadniczej, tj. Szaflar. Zasadźcą wsi osadzonej na prawie niemieckim został z poruczenia Jana Pieniążka, starosty nowotarskiego, pochodzący z Szaflar kmieć Jędrzej Pawlik, który był też pierwszym sołtysem nowej wsi. W akcie podano, że Pawlik jako sołtys otrzymał ...łan zupełny roliej ku wyprawieniu sobie, młyn z jednym kołem mącznem, karczmę ku szynkowaniu piwa i też wolne łowienie ryb i zwierza ktemu nad rzeką Poroninem, góry wolne dla pasienia dobytka. W zamian miał on i jego potomkowie ...każdy rok na wielką noc po trzy czerwone złote dawać i od dobytka owiec dwudziestego barana tak, jako inni poddani oddają w państwie i w dzierżawie nowotarskiej. Po Jędrzeju funkcję sołtysa pełnili jego potomkowie, którzy za udział w wojnach na kresach Rzeczypospolitej (m.in. z Rosją za króla Stefana Batorego, czy z Turcją za króla Zygmunta III Wazy) zostali nobilitowani i uzyskali nazwisko Pawlikowski. W XVII wieku obszar wsi Biały Dunajec sięgał wierzchołków Tatr. Podstawą utrzymania białodunajczan była hodowla owiec (w 1692 r. naliczono ich 2 tys.sztuk).
W czasie rozbiorów jako część Galicji, Biały Dunajec trafił pod panowanie Austrii. Początkowo należał do cyrkułu Wieliczka, a od roku 1782 do cyrkułu sądeckiego. W 1809 r. na licytacji Biały Dunajec i osiem innych wsi oraz rozległe terytoria tatrzańskie, zostały sprzedane Tomaszowi Uznańskiemu. Podczas autonomii galicyjskiej w 1865 r., ustawą Sejmu Krajowego utworzono samorząd gminny. Kadencja wójta i rady trwała wówczas 5 lat. Już wtedy gmina białodunajecka miała własny herb przedstawiający na błękitnym tle poziomo ułożoną białą rybę a nad nią trzy złote gwiazdy sześcioramienne ułożone trójkątnie.
27 listopada 1873 r. w Białym Dunajcu urodził się Andrzej Galica. Jego pomnik znajduje się przy Urzędzie Gminy w Białym Dunajcu.
W 1884 r. galicyjska C. K. rada szkolna krajowa zorganizowała w Białym Dunajcu filialną szkołę, która mieściła się w prywatnym domu, dzierżawionym na cele oświatowe. W 1889 r. białodunajczanie przystąpili do budowy własnej szkoły. Zlokalizowana ona jest w dolnej części wsi i nosi imię Kazimierza Wielkiego. W 1910 r. wybudowano drugi budynek szkolny, w górnej części wsi, noszący imię św. Jadwigi Królowej Polski. W 1902 r. została założona ochotnicza straż pożarna. W latach 1913–1914 w pensjonacie Teresy Skupień mieszkał Włodzimierz Lenin.
W 1919 r. wybudowano fabrykę tektury korzystającą z energii z turbin wodnych napędzanych siłami potoku Biały Dunajec. W latach 20. XX w. powstał też młyn walcowo-turbinowy. Jeżeli chodzi o administrację kościelną, to Biały Dunajec należał początkowo do parafii nowotarskiej a później do Szaflar. Pod koniec XIX w. białodunajczanie podjęli starania o budowę kościoła. Zostały one uwieńczone powodzeniem dopiero w okresie dwudziestolecia międzywojennego, kiedy to wybudowano kościół oraz ustanowiono w 1938 r. samodzielną parafię p.w. Matki Bożej Królowej Aniołów. Górna część Białego Dunajca (ul. Batorego, ul. gen. Galicy, ul. Miłośników Podhala, ul. Piłsudskiego, ul. Skupniowa i Stołowe) należy do parafii Poronin od samego początku jej istnienia (1834).
11 listopada 1943 roku Niemcy przeprowadzili akcję odwetową za działalność oddziału partyzanckiego Władysława Duszy "Szaroty". Podczas akcji aresztowano Zofię i Stanisława Majerczyków z przysiółka "Stołowe".
W latach 50. XX w. nastąpiła elektryfikacja wsi. W latach sześćdziesiątych wybudowano dom nauczyciela i ośrodek zdrowia. W 1964 r. założono urząd pocztowy, a od 1973 r. Biały Dunajec jest siedzibą filii banku spółdzielczego. W latach 90. XX w. wieś została objęta siecią wodociągową i skanalizowana, przeprowadzono również telefonizację na szeroką skalę. W 2006 r. wybudowano Gminną Halę Sportową. W 2024 r. oddano do użytku nowoczesny amfiteatr. Drewniana, plenerowa scena wybudowana została w kształcie dużego domu ze środkowym pomieszczeniem otwartym ku widowni. W dniu 25 sierpnia tego roku patronem obiektu został podhalański artysta-plastyk i muzyk, Władysław Trebunia-Tutka.
W Białym Dunajcu znajduje się jedno z ujęć wód termalnych o wyjątkowo wysokiej w skali Polski temperaturze – Biały Dunajec PGP-2 o temperaturze 86 °C i zasobności 400 m³/h, jak również ujęcie Biały Dunajec PAN-1 o zasobach 200 m³/h i temperaturze 82 °C.

## Zabytki
Obiekt wpisany do rejestru zabytków nieruchomych województwa małopolskiego.
- Dom Lenina, ul. Piłsudskiego 9.